# Fox (Reino Unido e Irlanda)
Fox (estilizado como FOX) fue un canal de televisión por suscripción británico, operado por Fox Networks Group UK. Fue lanzado al aire el 12 de enero de 2004 como FX289, renombrado como FX en 2005 y como Fox en 2013. El canal centra su público en adultos de 18 a 35 años de edad.
El canal cesó sus emisiones el 30 de junio de 2021 sin reemplazo.

## Historia

### FX289 (2004-2005)
El canal fue lanzado al aire el 12 de enero de 2004 bajo el nombre de FX289, en referencia a su número de canal en la guía de programación de la proveedora satelital Sky.

### FX (2005-2013)
En abril de 2005, el canal fue relanzado como FX tras su cambio de lugar en Sky. Como FX, el canal dirigido a un grupo demográfico principalmente de hombres entre 18 y 49 años de edad. A diferencia de FX en Estados Unidos, la variante británica transmitió programas originales de FX como programación de terceros. Algunos de los programas más populares al aire en el canal fueron Padre de familia y American Dad!. Tenía un formato similar al del canal estadounidense, con programación basada en series de Fox, como las comedias comedias Padre de familia y King of the Hill, y dramas como The Shield, The X-Files y NYPD Blue. Algunas series adquiridas que se estrenaron en el canal o eran reemitidas fueron The Walking Dead, Falling Skies, Babylon 5, Carnivale, Highlander, JAG, NCIS, Sleeper Cell, E-Ring y Huff, Generation Kill, True Blood, Mob City y Dexter.

### Fox (2013-2021)
El canal fue relanzado como Fox el 11 de enero de 2013 a las 9:00 p.m. (hora local) con el estreno de la temporada 10 de NCIS. El canal cambió su público objetivo a hombres y mujeres de entre 18 y 35 años. Se estrenaron nuevas series a la programación, como Louie, The Ricki Lake Show, Men at Work, Da Vinci's Demons y la segunda temporada de The Increasingly Poor Decisions of Todd Margaret, mientras que varios de los programas emitidos por FX continuaron en la oferta como The Walking Dead, Dexter, True Blood, Falling Skies, Padre de familia y NCIS. Fox también tienen previsto crear un máximo de 50 horas de programación producida en Reino Unido a finales de año, con un presupuesto de entre 5 a 10 millones de libras.
Con la adquisición de 21st Century Fox por The Walt Disney Company, el canal pasó a ser administrado por Walt Disney Direct-to-Consumer and International a través de Fox Networks Group.
Disney anunció que Fox cesaría sus transmisiones para el día 30 de junio de 2021, además que todo su programación se trasladaría a Star dentro de Disney+. El canal cesó sus transmisiones el 30 de junio de 2021 y su contenido pasó a formar parte de la sección Star en la plataforma de streaming Disney+.

## Señal timeshift
Fox opera una señal timeshift denominada Fox +1, que retransmite programación diferida del canal por una hora. La señal originalmente fue lanzada como FX + que retransmitiía programación diferida por dos horas, a la cual se le sumó el servicio diferido en una hora FX +1 por Sky. El nombre de FX + no fue modificado para reflejar el lanzamiento de este último, lo que causó confusión en la audiencia ya que ambas señales tenían un nombre parecido (FX +, FX +1) y se pensaba que el canal era un error o una duplicación de una de las señales.
El 28 de abril de 2008, FX +1 fue reemplazado por FX HD. El 1 de septiembre de 2008, coincidiendo con la reorganización de la grilla de Sky, FX + redujo su tiempo en diferido de dos horas a una. La señal fue relanzado como Fox + el 11 de enero de 2013 debido al cambio de nombre del canal principal. El 18 de marzo de 2017, cambió de nombre a Fox +1.

## Fox HD
Fox HD es un canal de televisión en alta definición el cual fue lanzado el 28 de abril de 2008 a las 10:00 p.m. (hora local) como FX HD. Inicialmente tenía un horario de programación distinto al del canal en resolución estándar y transmitía solamente contenido en HD y sin comerciales.
FX HD originalmente iba a ser lanzado el 21 de abril de 2008 pero, según los foros de FX, se postergó al 28 de abril debido a «problemas técnicos en el centro de transmisión».
El 24 de abril de 2009, FX HD comenzó a transmitir en simultáneo con FX con la emisión de contenido HD cuando fuese posible pero solamente transmitiendo entre las 7:00 p.m. y las 2:00 p.m. El 5 de enero de 2010, FX HD aumentó sus horarios de emisión para igualar a las de su señal en SD.
El canal fue agregado a la grilla de canales del servicio de cable digital de Virgin Media el 30 de julio de 2009.
El canal fue relanzado como Fox HD el 11 de enero de 2013.

## Programación
- American Dad! (abril de 2005-junio de 2021, también en ITV)
- American Horror Story
- APB
- Atlanta (también en BBC Two)
- Bless This Mess
- Bones
- Bull (también por 5USA)
- Damien
- Family Guy (enero de 2005-junio de 2021, también en ITV2)
- Gang Related
- L.A.'s Finest
- Mr Inbetween
- NCIS (también por 5USA & CBS Justice)
- NCIS: New Orleans (también por 5USA)
- Outmatched
- Republic of Doyle
- Take Two
- Talking Dead
- The Family
- The Fix
- The Grinder
- The Mentalist (trasladado a Channel 5 desde el 1 de julio de 2021)
- The Orville
- The Walking Dead
- Those Who Kill
- War of the Worlds

### Programación anterior
- 11.22.63
- 24: Legacy
- Aqua Teen Hunger Force
- Baskets
- Body of Proof
- Braquo
- Brockmire
- Buffy the Vampire Slayer (emitido ahora por E4)
- Burn Notice
- Constantine
- Cops
- Da Vinci's Demons
- Deep State
- Dexter (now on Sky Atlantic)
- Dream Corp LLC
- Emergence
- Falling Skies
- False Flag
- Futurama (now airs on Sky One)
- Huff
- King of the Hill
- Law & Order: Criminal Intent
- Legion
- Leverage
- Louie
- Low Winter Sun
- Lucifer
- Marvel's Agent Carter
- Medium
- Minority Report
- Monk
- Murder in the First
- No Signal!
- Outcast
- People of Earth
- Perfect Harmony
- Prison Break
- Rick and Morty (emitido ahora en E4)
- Shots Fired
- Stan Against Evil
- The Cleveland Show (emitido ahora en Comedy Central and ITV2)
- The Closer
- The Gifted
- The Passage
- The Venture Bros.
- Tim & Eric's Bedtime Stories
- True Blood
- Tyrant
- Wayward Pines
- Wolf Creek
- Your Pretty Face is Going to Hell